# 他其实没有那么爱你
《他其实没有那么爱你》（Love Yourself）為2020年中國大陸都市情感劇，由王光利執導，由宋茜、卢靖姗、张佳宁、李纯領銜主演，杨祐宁特別出演，該劇於2020年開機。此劇講述30歲左右的四位女性孙艺荷、Karen、丁丁、任染，在寻求自身的成长、爱情及友情的一連串考驗，從中成長的過程。
2020年8月18日起於爱奇艺首播，11月13日深圳卫视上星。

## 劇情大綱
电视台记者孙艺荷、名企高管任染、开朗的少女丁丁和单亲妈妈王欣怡，四个好姐妹在陆续步入三十岁年龄的这个阶段，看似生活稳定，一切顺利，却都陷入了各自工作和生活的瓶颈。孙艺荷在工作上敢闯敢冲，却在遇到陈南后对感情变得迷茫。任染才能出众，却爱上永远只把她放第二位的陆浩，分分和和，饱受压力。丁丁和相亲对象老板杨思锐不打不相识。单亲妈妈王欣怡在感情面前犹豫的时候却发现自己得了重病。不同的情感，四个女人都有迷茫和犹豫。爱或者不爱，结婚或是恋爱，都曾让她们的生活磕磕绊绊。但最终，她们在痛苦中成长，继续微笑前行   。

## 演员列表

### 主要演員
| 演員   | 角色          | 介紹 |
| 宋茜   | 孫藝荷        | 奇異果電視台記者、聯誼節目製片人，片頭新接任務邀請陳南開節目「跨界」，與Sam分分合合患得患失；32集才情歸陳掌櫃-陳南。                                                                               |
| 李純   | 任染(Vivian)  | 事業女強人、DMA副總裁，八年前被陸浩拋下分手，陸浩返國後求復合一直拒絕，後來答應求婚，領證前得知周莉病重，要陸浩先去處理未領證；情歸李又庭。                                                        |
| 盧靖姍 | 王欣怡(Karen) | 健身房「摯愛」合夥人、搏擊與健身教練、單親媽媽，王朗朗母親；答應于天交往約會當晚得知母親病重，跑去健身房放鳥于天，與于天交往時拒絕前夫求復合；因為不願結婚讓于天放棄，其實當下有向于天求婚的衝動。 |
| 張佳寧 | 丁丁          | 富家女，靠爸投資500萬組偶像團體，想圓自己不敢的唱歌夢。第20集開車前戴眼鏡，路上對話時沒戴，下車時又戴眼鏡～不連戲。跟Oscar交往後父親破產，一度想退回婚戒拒婚，最終還是戴上婚戒。                   |
| 楊祐寧 | 陳南          | 『陳掌櫃』 特約演出，自媒體財經專家，與孫藝荷歡喜冤家，情感路線最無變化懸念的主-情歸小太陽藝荷，最富最強主人公。                                                                                   |
| 鄭愷   | 于天(Sky)     | 孫藝荷助手，喜歡Karen，隱藏富二代，最終因Karen不願意結婚選擇放棄，錯過Karen求婚機緣。 |

### 客串演員
| 演員   | 角色               | 介紹 |
| 王耀慶 | 陸浩               | 友情客串演出，原本離婚未公開，企業高管、Vivian情人，八年前丟下任染前往蘇黎世分手，返國後向Vivian求婚，領證前發現前妻病重，飛蘇黎世後人設與出場時機前後矛盾，總之就是擺渡人。 |
| 恬妞   | 葉燕玲(Maria)      | 客串演出，Karen的媽媽，得三陰乳腺癌，來上海陪女兒等死。 |
| 白梓軒 | 常宇(Kenneth Grey) | 客串演出，DMA上海總裁。 |
| 程雍   | 楊東平             | 客串演出，Oscar富豪老爸。 |
| 劉宇寧 | 賀醫生             | 客串演出，騎哈雷，Maria的主治醫生。 |

### 其他演員
| 演員   | 角色          | 介紹                                                                |
| 鄭羅茜 | 莫晴(Lauren)  | 『勞倫』 陳掌櫃得力秘書，全能又忠心，喜歡包包。                     |
| 黃征   | 王馬可(Mark)  | Vivian前夫，王朗朗爸爸，樂團主唱。                                  |
| 張昊唯 | 周森磊(Sam)   | 『薩姆』 孫藝荷男友，與孫藝荷分分合合。                             |
| 韓童生 | 丁傲陽        | 富豪酒商，丁丁父親。                                                |
| 王栎鑫 | 楊思銳(Oscar) | 『奧斯卡』 富二代，丁丁兒時玩伴兼相親對象，王馬可介紹的王牌製作人。 |
| 是安   | 李又庭        | Vivian部下，喜歡Vivian。                                            |
| 胡文煊 | 練習生        | 練習生                                                              |
| 蘇勳倫 | 練習生        | 練習生                                                              |
| 張鎬濂 | 練習生        | 練習生                                                              |
| 郭殿甲 | 練習生        | 練習生                                                              |
| 張景昀 | 練習生        | 練習生                                                              |

## 電視劇歌曲
| 曲別   | 歌名               | 演唱者                     | 作詞   | 作曲   |
| 宣传曲 | 我要你的爱         | 宋茜、卢靖姗、张佳宁、李纯 | 姚敏   | 姚敏   |
| 片頭曲 | 两公尺旅行         | 龚子婕                     | 李惠超 | 颜小健 |
| 片尾曲 | 霓虹之后           | 刘凤瑶                     | 刘凤瑶 | 李瑜哲 |
| 插曲   | 两公尺旅行(钢琴版) | 李惠超                     | 李惠超 | 颜小健 |